# Blackfriars Theatre

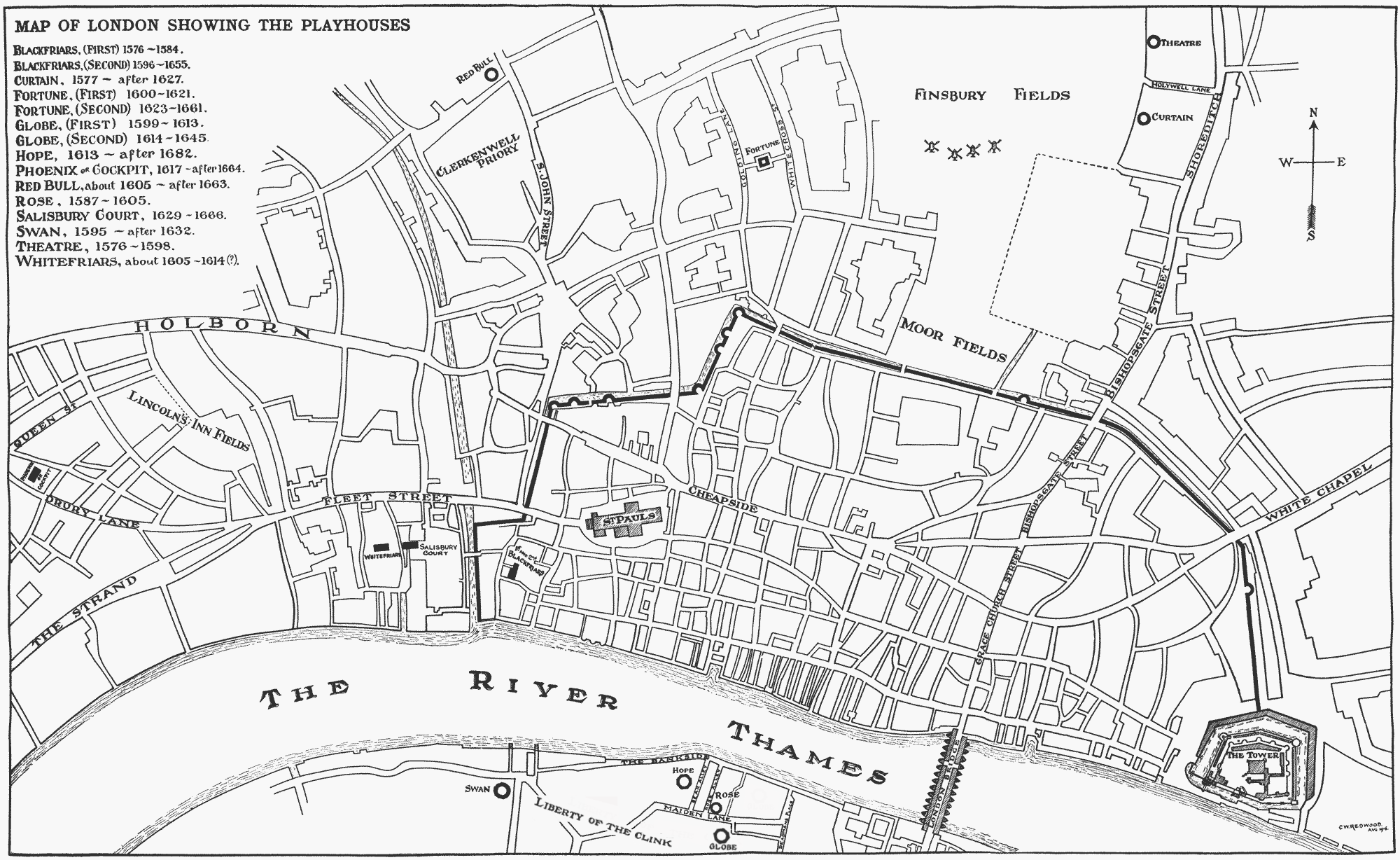
Carte des théâtres de Londres au début de l'époque moderne. Le Blackfriars Theatre se trouve au sud-ouest de la cathédrale Saint-Paul, à gauche du centre

Le Blackfriars Theatre était le nom donné à deux théâtres distincts situés dans l'ancien prieuré dominicain de Blackfriars, à Londres, durant la Renaissance. Le premier théâtre a commencé par accueillir les Children of the Chapel Royal (en), des enfants-acteurs (en) associés aux chœurs de la chapelle de la Reine qui, de 1576 à 1584, ont monté des pièces dans la vaste salle de l'ancien monastère. Le second théâtre date de l'achat de la partie supérieure du prieuré et d'un autre bâtiment par James Burbage en 1596, qui comprenait la Chambre du Parlement à l'étage supérieur, transformée en salle de spectacle. Les Children of the Chapel jouent dans le théâtre à partir de l'automne 1600 jusqu'à ce que les King's Men (en) prennent le relais en 1608. Ils ont utilisé ce lieu comme théâtre d'hiver jusqu'à ce que tous les théâtres soient fermés en 1642 (en), lorsque la guerre civile anglaise a commencé. En 1666, tout le quartier a été détruit par le grand incendie de Londres.

## Premier théâtre
Le Blackfriars Theatre a été construit sur le terrain d'un ancien monastère dominicain. Ce dernier était situé entre la Tamise et Ludgate Hill, à Londres. Les robes noires portées par les membres de cet ordre ont donné leur nom au quartier et aux théâtres. Sous le règne des Tudor, avant la Réforme, le site était utilisé non seulement pour des fonctions religieuse, mais aussi pour des fonctions politiques, comme le procès en annulation de Catherine d'Aragon et d'Henri VIII qui, quelque huit décennies plus tard, serait rejoué dans la même salle par la compagnie de Shakespeare. Après l'expropriation des biens monastiques par Henri, le monastère devint la propriété de la couronne ; le contrôle de la propriété fut accordé à Sir Thomas Cawarden (en), Maître des Délices (Master of the Revels). Cawarden utilisa une partie du monastère comme bureaux pour les Délices ; d'autres parties furent vendues ou louées aux riches résidents du quartier, dont Lord Cobham et John Cheke (en). Après la mort de Cawarden en 1559, la propriété fut vendue par Lady Cawarden à Sir William More (en). En 1576, Richard Farrant, alors maître de la chapelle de Windsor, loue à More une partie de l'ancienne beurrerie (en) pour y jouer des pièces de théâtre. Comme souvent dans la pratique théâtrale de l'époque, cette entreprise commerciale était justifiée par la fiction commode de la nécessité royale ; Farrant prétendait avoir besoin de l'espace pour ses enfants choristes afin de répéter des pièces pour la Reine, mais il montait également des pièces pour des audiences payantes. Le théâtre était petit, peut-être 14 m de long et 8 m de large, et l'entrée, comparée aux théâtres publics, était chère (six pence (en) dans la galerie, augmentant par étapes jusqu'à trois shillings pour un siège dans une loge près de la scène) ; ces deux facteurs limitaient la fréquentation du théâtre à un groupe assez restreint de nobles et de gentry bien nantis.
Pour sa troupe, Farrant associa ses enfants de Windsor aux enfants de la Chapel Royal, alors dirigés par William Hunnis (en). À la mort de Farrant en 1580, Hunnis s'associe à John Newman et ils sous-louent la propriété de la veuve de Farrant, en déposant une caution de 100 livres sterling sur la promesse de payer rapidement le loyer et d'effectuer les réparations nécessaires. Mais l'entreprise ne se déroule pas bien sur le plan financier, ce qui met la veuve de Farrant en danger de ne pas pouvoir payer le loyer à More. En novembre 1583, Farrant intente un procès à Hunnis et Newman pour défaut de paiement de la caution. Afin d'échapper à un procès intenté par elle ou par More, Hunnis et Newman transfèrent leur sous-location à Henry Evans (en), un écrivain public gallois passionné de théâtre. Cette cession non autorisée de la sous-location donne à More une excuse pour intenter un procès afin de reprendre possession de la propriété, mais Evans use de délais légaux et échappe finalement à une action en justice en vendant la sous-location à Édouard de Vere, 17e comte d'Oxford, quelque temps après le Michaelmas Term (en) (novembre) de 1583, qui la donne ensuite à son secrétaire, l'écrivain John Lyly.
En tant que propriétaire du théâtre, Lyly installe Evans à la tête de la nouvelle compagnie des Oxford's Boys (en), composée des Children of the Chapel et des Children of Paul's, et consacre ses talents à l'écriture de pièces de théâtre. La pièce de Lyly intitulée Campaspe (en) a été jouée à Blackfriars et ensuite à la Cour le jour de l'an 1584 ; de même, son Sapho et Phao (en) a été produit d'abord à Blackfriars le Mardi Gras puis à la Cour le 3 mars, Lyly étant inscrit comme bénéficiaire pour les deux comparutions à la Cour. En novembre 1583, Hunnis, toujours maître des enfants de la chapelle, demanda avec succès à la reine d'augmenter l'allocation pour loger, nourrir et habiller la compagnie. More obtient finalement un jugement annulant le bail original à la fin du Easter Term (en) (juin) de 1584, mettant ainsi fin à la First Blackfriars Playhouse après huit ans et reportant la représentation de la troisième pièce de Lyly, Gallathea (en).

## Second théâtre

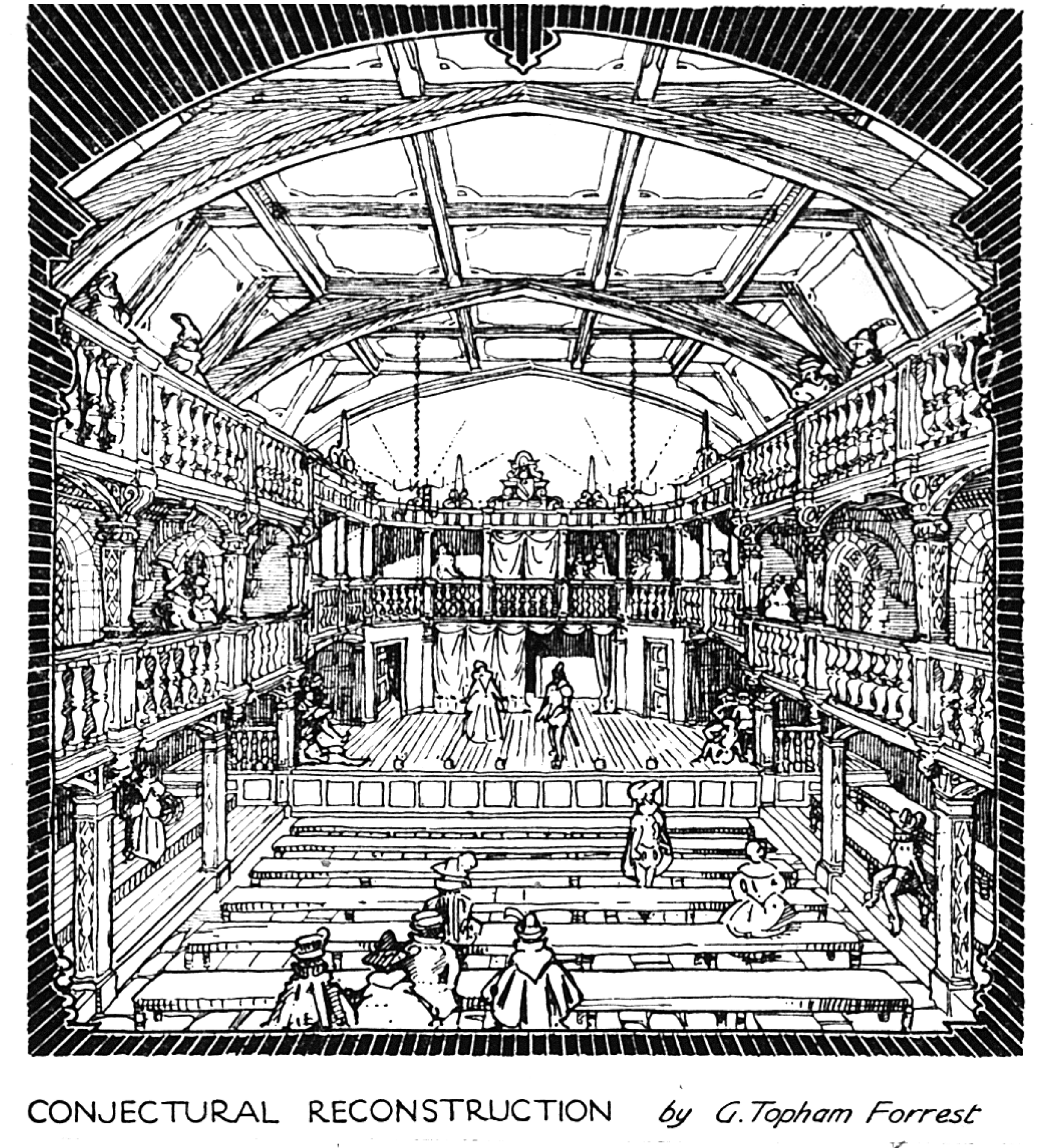
Reconstruction hypothétique du second Blackfriars Theatre à partir de documents contemporains.

Le second Blackfriars était un théâtre couvert construit ailleurs sur la propriété à l'instigation de James Burbage, père de Richard Burbage et impresario des Lord Chamberlain's Men. En 1596, Burbage achète, pour 600 livres, le réfectoire de l'ancien prieuré et les salles situées en-dessous. Ce grand espace, de peut-être 30 m de long et 15 m de large, a permis à Burbage de construire deux galeries, ce qui a considérablement augmenté le nombre de spectateurs potentiels. La nature des modifications apportées par Burbage à son achat n'est pas claire, et les nombreuses références contemporaines au théâtre ne permettent pas de se faire une idée précise de sa conception. Une fois aménagé pour le jeu, l'espace pouvait mesurer environ 21 m de long et 14 m de large, y compris les zones de repos. Il y avait au moins deux, voire trois galeries, et peut-être un certain nombre de loges adjacentes à la scène. Les estimations de sa capacité varient de moins de 600 à près de 1 000 places, selon le nombre de galeries et de loges. Une dizaine de spectateurs auraient peut-être encombré la scène.
Cependant, au fur et à mesure de la construction de Burbage, une pétition émanant des habitants du quartier riche et menée par Lady Elizabeth Russell, persuade le Conseil privé d'interdire d'y jouer. Se référant aux « personnes honorables et autres qui habitaient alors ladite circonscription » et aux « inconvénients que risquait de leur causer une salle de jeux commune », la lettre est même signée par Lord Hunsdon, mécène de la compagnie de Burbage, et par Richard Field (en), imprimeur à Blackfriars et voisin de William Shakespeare. La compagnie n'a plus le droit de s'y produire. Trois ans plus tard, Richard Burbage réussit à louer la propriété à Henry Evans (en), qui avait fait partie des éjectés plus de quinze ans auparavant. Evans s'associe à Nathaniel Giles (en), le successeur de Hunnis à la Chapel Royal. Ils utilisèrent le théâtre pour une entreprise commerciale avec un groupe appelé les Children of the Chapel (en), qui associait les choristes de la chapelle à d'autres garçons, souvent recrutés dans les lycées locaux sous couvert du mandat de Giles, afin de divertir la reine. La légalité douteuse de ces engagements dramatiques a donné lieu à une contestation de la part d'un père en 1600 ; cependant, cette méthode a permis à la compagnie d'obtenir certains de ses acteurs les plus célèbres, notamment Nathaniel Field et Salmon Pavy. Les habitants n'ont pas protesté contre cette utilisation, probablement en raison des différences sociales perçues entre les compagnies d'adultes et d'enfants.
Pendant qu'il abritait cette compagnie, Blackfriars a été le théâtre d'une explosion d'innovations dramatiques et de mises en scène. Avec sa concurrente, Paul's Children, la compagnie de Blackfriars a produit des pièces de plusieurs des jeunes dramaturges les plus talentueux de la littérature jacobéenne, parmi lesquels Thomas Middleton, Ben Jonson, George Chapman et John Marston. Chapman et Jonson écrivirent presque exclusivement pour Blackfriars au cours de cette période, tandis que Marston commença par Paul's mais passa à Blackfriars, dont il semble avoir été actionnaire, vers 1605. Dans la seconde moitié de la décennie, la compagnie de Blackfriars créa des pièces de Francis Beaumont (The Knight of the Burning Pestle (en)) et de John Fletcher (The Faithful Shepherdess (en)) qui, bien qu'ayant échoué lors de leur première production, marquèrent la première apparition significative de ces deux dramaturges, dont l'œuvre allait profondément influencer le drame du début de l'ère Stuart. Les nouvelles pièces de tous ces dramaturges repoussent délibérément les limites acceptées de la satire personnelle et sociale, de la violence sur scène et de la franchise sexuelle. Ces pièces semblent avoir attiré des membres d'une classe sociale plus élevée que celle des théâtres de Bankside et de Shoreditch, et le prix d'entrée (six pence (en) pour un siège bon marché) excluait probablement les clients les plus pauvres des amphithéâtres. Les préfaces et les références internes parlent de galants et d'hommes des Inns of Court, qui venaient non seulement pour voir une pièce, mais aussi, bien sûr, pour être vus ; les théâtres privés vendaient des places sur la scène elle-même.
La salle du Blackfriars fut également à l'origine d'autres innovations qui allaient profondément modifier la nature de la mise en scène commerciale anglaise : elle fut l'une des premières entreprises théâtrales commerciales à recourir à l'éclairage artificiel, et elle proposait de la musique entre les actes, une pratique dont l'introduction à The Malcontent (en) (1604) de Marston indique qu'elle n'était pas courante dans les théâtres publics de l'époque.
Dans les années qui ont suivi le tournant du siècle, les compagnies d'enfants étaient un véritable phénomène ; une référence dans Hamlet aux « petits yeux » suggère que même les compagnies d'adultes se sentaient menacées par elles. Dans la seconde moitié de cette décennie, la mode avait quelque peu changé. En 1608, la compagnie de Burbage (à cette époque, les King's Men (en)) prit possession du théâtre, qu'elle possédait toujours, cette fois sans objection de la part du voisinage. Le théâtre réorganisé comptait à l'origine sept actionnaires : Richard Burbage, William Shakespeare, Henry Condell, John Heminges et William Sly (en), tous membres des King's Men, avec Cuthbert Burbage (en) et Thomas Evans, agent du directeur du théâtre Henry Evans. Cet arrangement d'actionnaires (ou de « gouvernants ») était similaire à la façon dont le théâtre du Globe était géré. Cependant, Sly est décédé peu de temps après la conclusion de l'accord et sa part a été divisée entre les six autres.
Après des rénovations, les King's Men ont commencé à utiliser le théâtre pour des représentations en 1609. Par la suite, les King's Men jouèrent à Blackfriars pendant les sept mois d'hiver et au Globe pendant l'été. Blackfriars semble avoir rapporté un peu plus du double des recettes du Globe ; les actionnaires pouvaient gagner jusqu'à 13 livres sterling pour une seule représentation, sans compter ce qui revenait aux acteurs.
Durant le règne de Charles Ier, même la reine Henriette-Marie a assisté à l'audience de Blackfriars. Le 13 mai 1634, elle et ses invités assistèrent à une pièce de Philip Massinger ; à la fin de 1635 ou au début de 1636, ils virent Arviragus et Philicia, deuxième partie de Lodowick Carlell ; et ils assistèrent à une troisième représentation en mai 1636.
Le théâtre a fermé ses portes au début de la guerre civile anglaise et est démoli le 6 août 1655.

## Reconstructions

### Blackfriars Playhouse

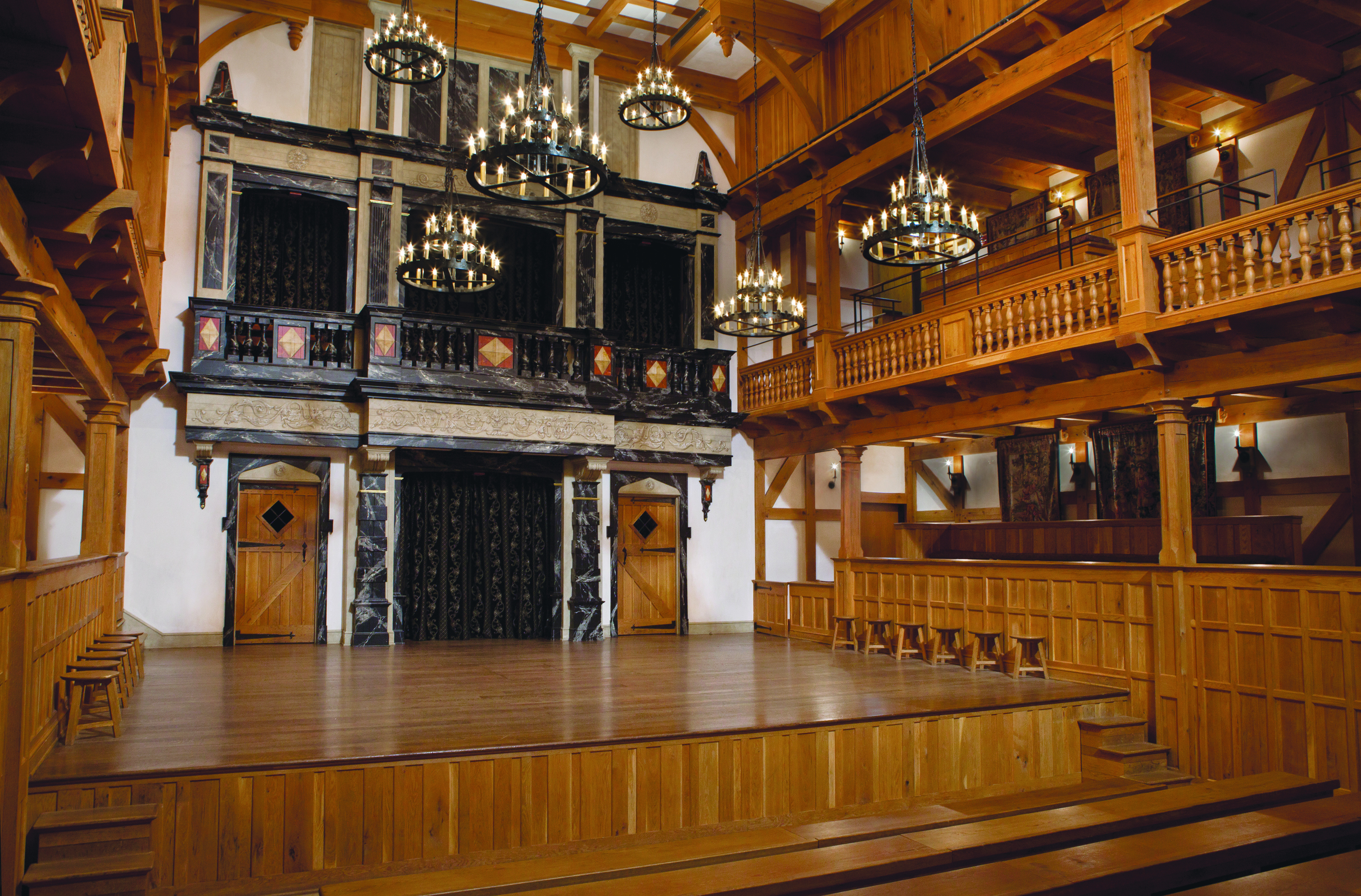
Le Blackfriars Playhouse de l'American Shakespeare Center à Staunton, en Virginie

Le Blackfriars Playhouse (en) de l'American Shakespeare Center (en) de Staunton, en Virginie, est une recréation d'un théâtre jacobéen basée sur ce que l'on sait du Blackfriars original. Achevé pour un coût de 3,7 millions de dollars, le théâtre de 300 places a ouvert ses portes en septembre 2001. L'architecte Tom McLaughlin s'est inspiré des plans d'autres théâtres du XVIIe siècle, de ses propres voyages en Angleterre pour visiter des salles de théâtre de l'époque, des indications scéniques de Shakespeare, ainsi que d'autres recherches et consultations. L'éclairage imite celui du Blackfriars original.

### Sam Wanamaker Playhouse

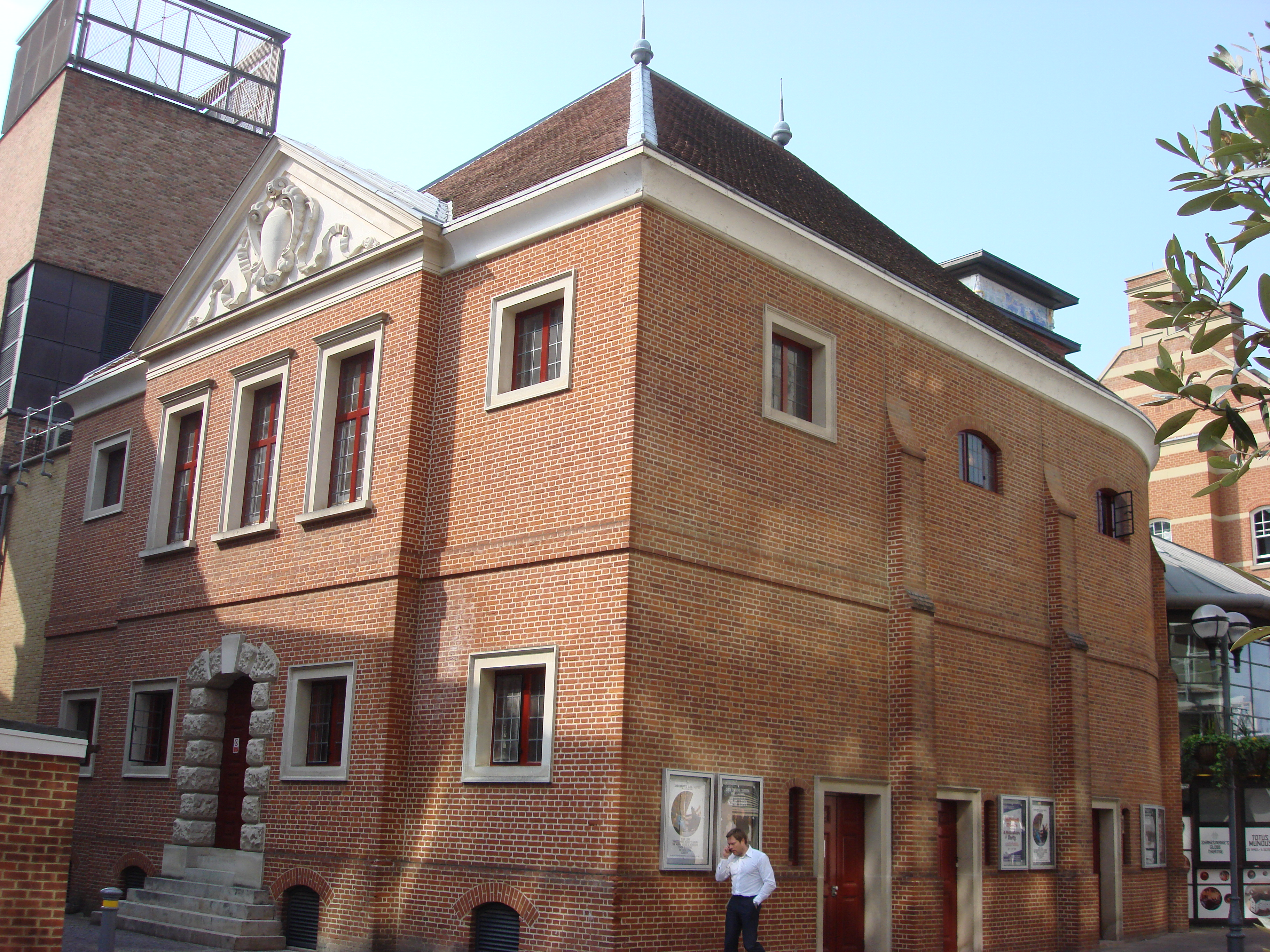
Sam Wanamaker Playhouse de Bankside, à Londres, à côté du Shakespeare's Globe.

Lors de la construction du Shakespeare's Globe à Londres, dans les années 1990, le gros œuvre d'un théâtre couvert a été construit à côté, pour abriter un « simulacre » du Blackfriars Theatre. Aucun plan fiable du Blackfriars n'étant connu, le plan du nouveau théâtre est basé sur des dessins découverts dans les années 1960 au Worcester College d'Oxford, que l'on pensait d'abord dater du début du XVIIe siècle, et d'être l'œuvre d'Inigo Jones. L'enveloppe a été construite pour accueillir un théâtre, comme le prévoyaient les dessins, et le nom prévu était le Inigo Jones Theatre. En 2005, les dessins sont datés de 1660 et attribués à John Webb. Ils représentent néanmoins le plus ancien plan connu pour un théâtre anglais, et on pense qu'ils se rapprochent de la disposition du Blackfriars Theatre. Certains éléments considérés comme typiques du début du XVIIe siècle ont été ajoutés à la conception du nouveau théâtre.
Achevé pour un coût de 7,5 millions de livres sterling, le théâtre ouvre ses portes sous le nom de Sam Wanamaker Playhouse (en) en janvier 2014. Conçue par Jon Greenfield, en collaboration avec Allies and Morrison (en), il s'agit d'une structure en chêne construite à l'intérieur de l'enveloppe en briques du bâtiment. La scène est surmontée d'une tribune de musiciens, et le théâtre a un plafond peint de façon décorative. La capacité d'accueil est de 340 places, avec des bancs dans une fosse et deux galeries en fer à cheval, en plaçant le public à proximité des acteurs. Les volets qui entourent la première galerie laissent passer la lumière du jour. Lorsque les volets sont fermés, l'éclairage est assuré par des bougies en cire d'abeille montées dans des appliques, ainsi que sur six lustres réglables en hauteur et même tenus par les acteurs.